# Бандинелли, Баччо
Баччо Бандинелли, настоящее имя Бартоломео Брандини (итал. Baccio Bandinelli, Bartolomeo Brandini; 7 октября 1488, Флоренция — 7 февраля 1560, Флоренция) — итальянский скульптор, рисовальщик и живописец периода маньеризма.

## Биография
Баччо Бандинелли родился во Флоренции в семье ювелира Микеланджело Брандини (учителя знаменитого Бенвенуто Челлини. Много позднее, в 1530 году, подготавливая документы к получению ордена Св. Иакова от императора Карла V Габсбурга, Баччо сфальсифицировал свою родословную, возведя её к благородной фамилии Бандинелли из Сиены, отказавшись от отеческого прозвания Брандини. Его сыновья: Клементе, скончавшийся раньше отца (1534—1555), и Микеланджело Бандинелли также были скульпторами.
Баччо учился у скульптора Джан Франческо Рустичи. Усердно копируя античные образцы, он находился под влиянием великого Микеланджело, подражателем и соперником которого пытался стать. Джорджо Вазари пересказал забавную историю, как преданность Буонарроти привела его к отчаянной зависти в связи с рисунками, подготовленными Микеланджело к росписи «Битва при Кашине» для Палаццо Веккьо. Картоны для фрески были выставлены в Палаццо Медичи и многие молодые художники отправились изучать и копировать их, среди которых был и Баччо. Однако, не сумев добиться выразительной силы, свойственной рисункам Микеланджело, он один, пользуясь смутой в городе в связи с изгнанием и возвращением Медичи (1512), тайно проник в комнату, украв ключ, захватил картоны мастера, разрезав их на квадраты, а затем в приступе ярости уничтожил их. «Одни говорили, что он сделал это, чтобы часть картона всегда была рядом с ним, а другие, что он хотел, чтобы другие молодые люди не использовали его; другие снова говорят, что он сделал это из любви к Леонардо да Винчи или из ненависти, которую он питал к Микеланджело. В любом случае потери для города были немалыми, и вина Баччо была очень велика».
В 1514 году Баччо Бандинелли обратил на себя внимание статуей апостола Петра, заказанной для флорентийского собора Санта-Мария-дель-Фьоре. В 1515 году он был приглашён флорентийцем папой Львом Х в Рим, где получил доступ к большому количеству «антиков», обнаруженных в Риме, в частности, к знаменитому «Лаокоону», которого Бандинелли реставрировал и копировал.
Он пользовался покровительством семьи Медичи, получая от них постоянные заказы. В их числе надгробия папы Льва X Медичи (ум. в 1521) и Климента VII Медичи (ум. в 1534) в римской церкви Санта-Мария-сопра-Минерва. Ранние произведения Баччо демонстрируют стремление добиться «эмоциональной высоты и интенсивности Донателло»; Бандинелли сделал несколько рисунков с рельефов Донателло, хотя впоследствии он пренебрежительно их оценивал, в частности, в письме Козимо I Медичи.
В 1534 году на флорентийской Пьяцца делла Синьория симметрично «Давиду» Микеланджело перед входом в Палаццо Веккьо была поставлена колоссальная скульптурная группа (высотой 5,05 м) работы Бандинелли «Геркулес и Какус». Две скульптуры — Микеланджело и Баччо — особенно наглядно демонстрируют противостояние эстетических принципов двух эпох: Высокого Возрождения и маньеризма. Бандинелли, пытаясь подражать великому Микеланджело, создал громоздкое и дробное по форме произведение. Схожими чертами — громоздкой нелепостью — обладает и другое произведение: фонтан «Нептун», установленный там же, на площади Синьории, но по другую сторону от «Давида» Микеланджело. Он был начат Бандинелли, а завершён Бартоломео Амманати в 1565 году. «В сравнении с творениями Микеланджело скульптуры Бандинелли отталкивают своим прозаическим натурализмом, а подчас и откровенной вульгарностью. В то же самое время Бандинелли был замечательно тонким, изысканным рисовальщиком».
Джорджо Вазари, трудившийся в его мастерской, осуждал маньеристскую манеру Бандинелли, он писал о Баччо: «Он ничего не делал, кроме как боццетти [эскизы] и мало заканчивал»; позднейшие историки отмечали жизненность рисунков и терракотовых моделей Бандинелли, контрастирующих с законченными мраморами: "вся свежесть его первого подхода к предмету терялась в трудоёмком исполнении в мраморе … Блестящий рисовальщик и превосходный скульптор мелкого масштаба, он имел болезненное увлечение колоссами, для выполнения которых он был плохо подготовлен. Его неудача как скульптора большого масштаба лишь подчёркивалась его желанием подражать Микеланджело. Многие рисунки Бандинелли были награвированы известными художниками того времени, они выделяются своей утончённой виртуозностью.
В конце 1530-х годов Бандинелли вернулся из Рима во Флоренцию и стал придворным мастером герцога Козимо I Медичи, а после отбытия Микеланджело в Рим — первым скульптором Флоренции. Он также работал в Генуе, где ему была заказана незаконченная статуя Андреа Дориа, которая осталась в Карраре в грубом состоянии (использовалась для украшения фонтана Гиганта, расположенного на площади Пьяцца дель Дуомо), а в Риме он сделал модель Архангела Михаила для размещения на вершине Замка Святого Ангела (реализована была модель Раффаэлло да Монтелупо).
Бандинелли был главным соперником и заклятым врагом Бенвенуто Челлини. Учениками мастерской Бандинелли были Бартоломео Амманати, Франческо Сальвиати, Джорджио Бандини, Винченцо де Росси, П. Поджини и Джованни ди Паоло Фанчелли.

## Галерея

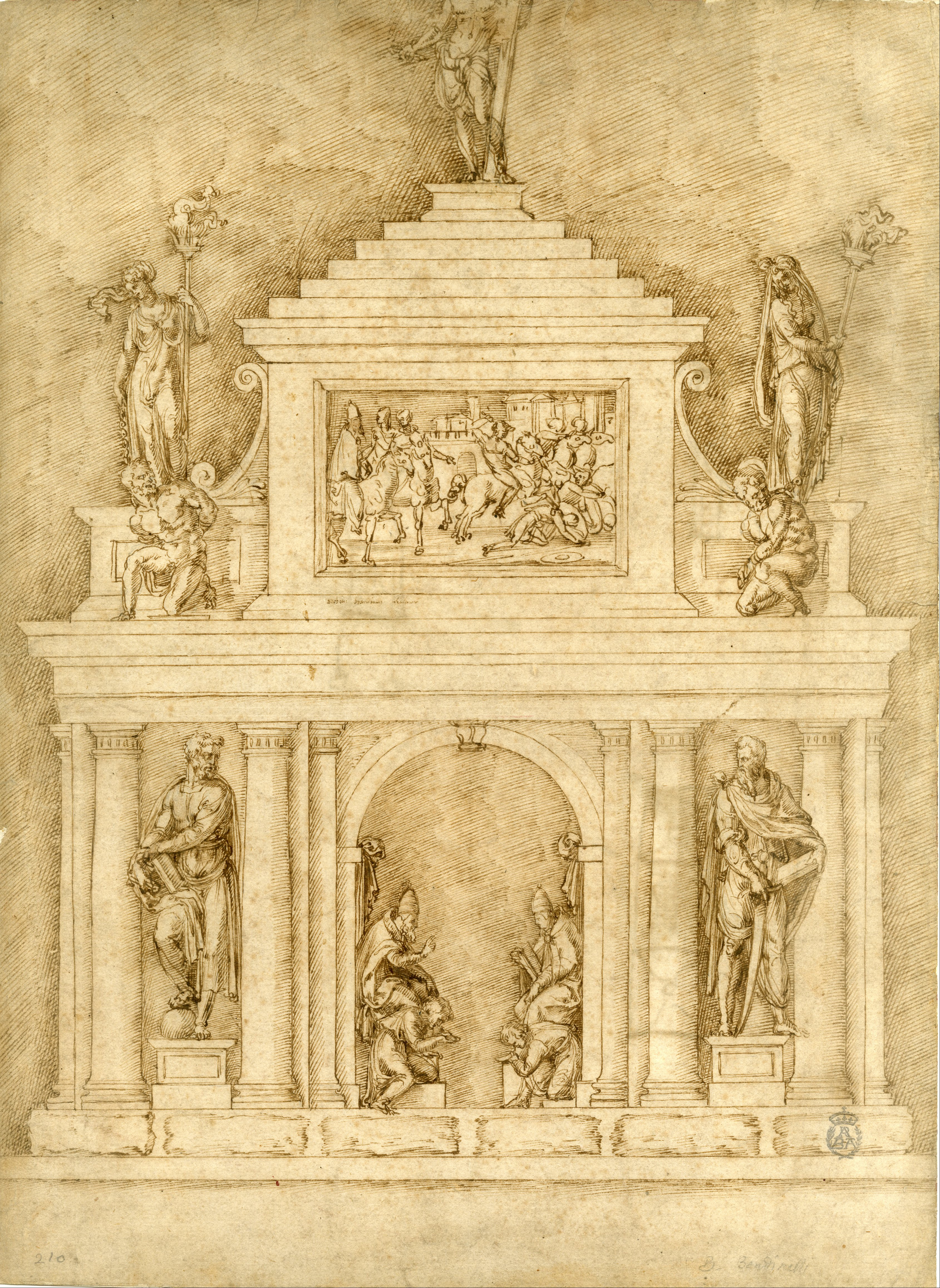
Проект надгробного монумента папам Льву X и Клименту VII. 1533—1535. Бумага, перо, тушь. Королевская академия изящных искусств Сан-Фернандо, Мадрид
Голова Джулиано Медичи. Рисунок со статуи работы Микеланджело для надгробия в Капелла Медичи Капелле Медичи во Флоренции. Бумага, перо, тушь
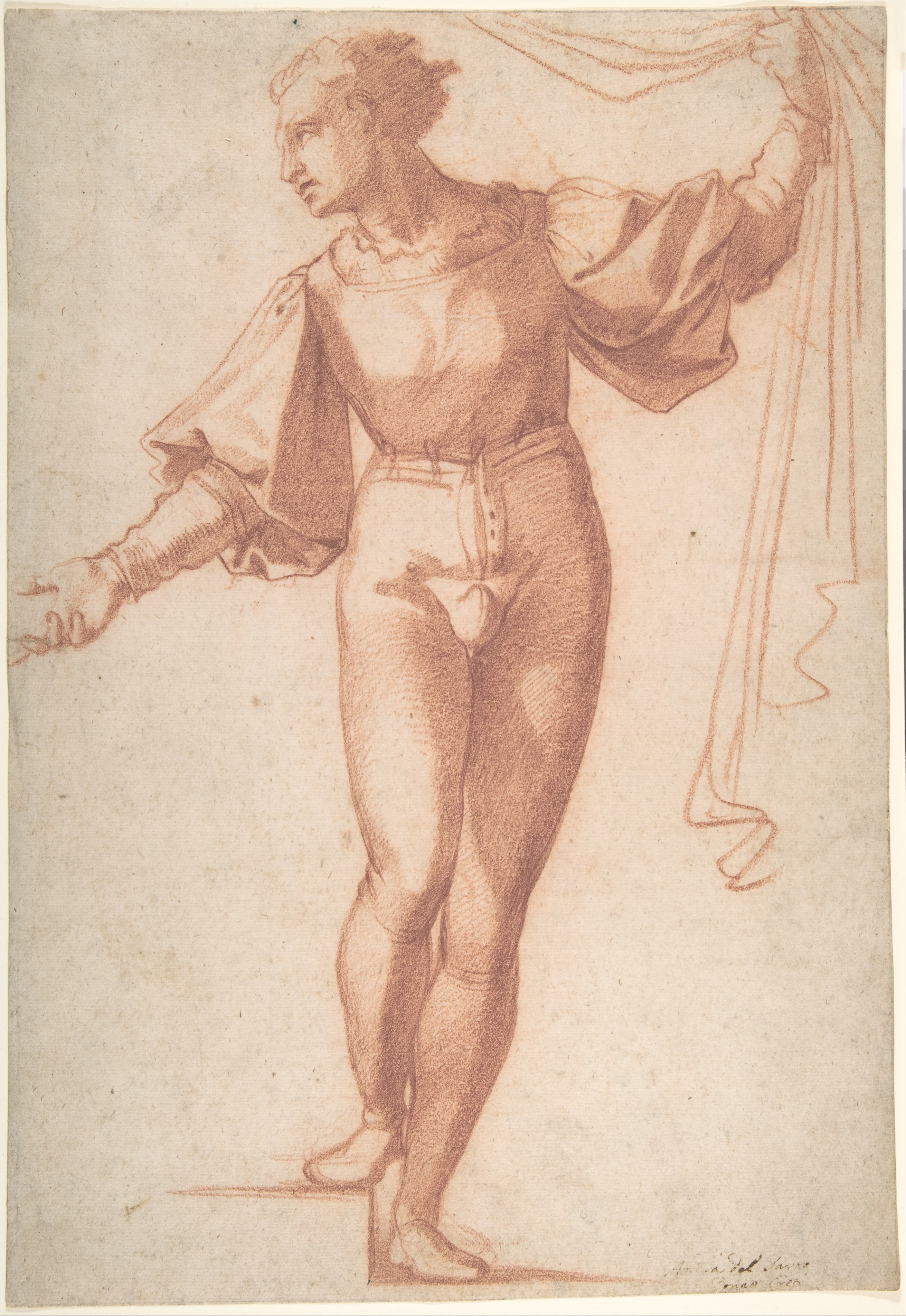
Этюд фигуры стоящего мужчины. 1518–1519. Бумага, сангина. Метрополитен-музей, Нью-Йорк
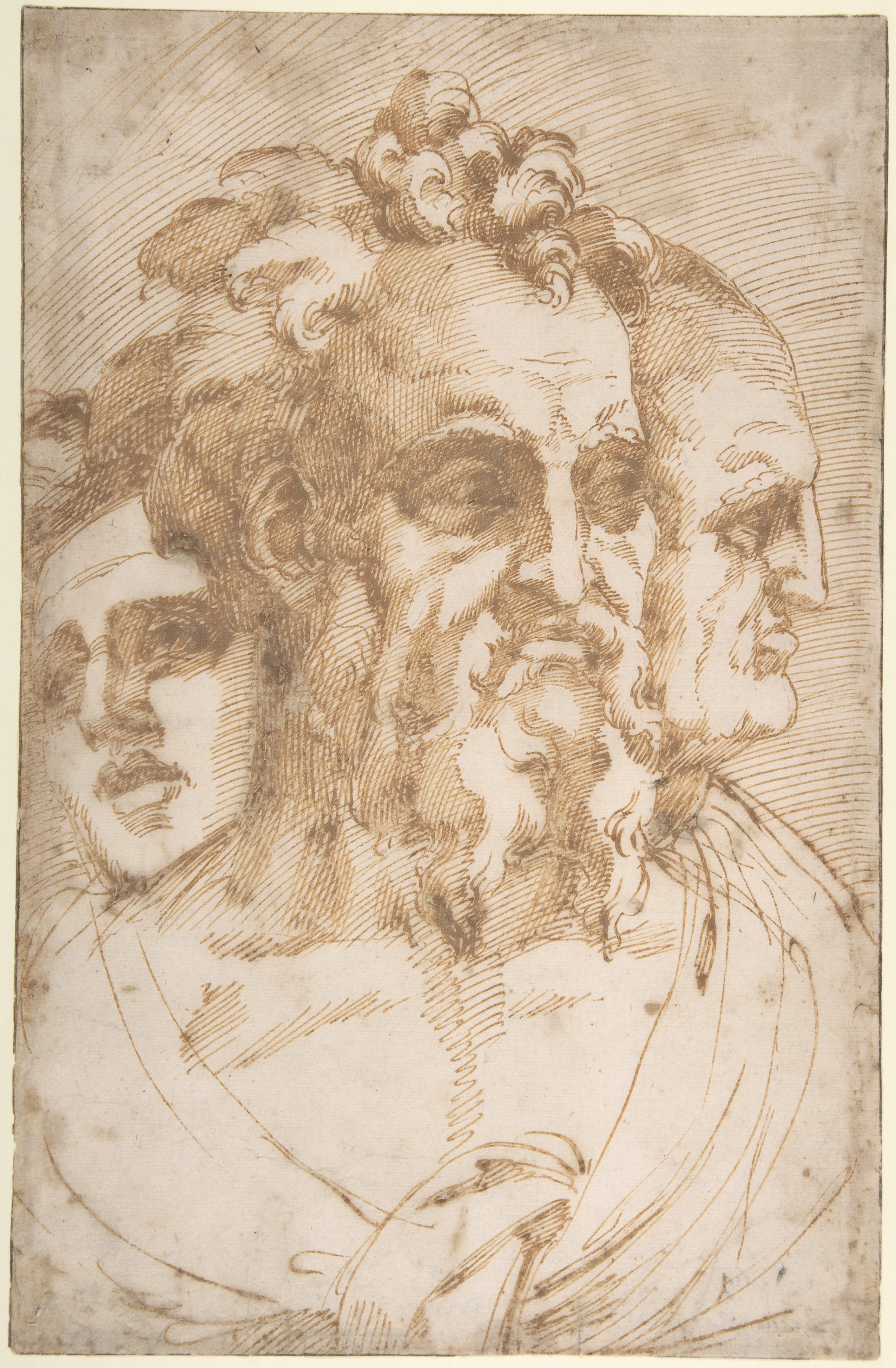
Трии мужских головы. Между 1493 и 1560. Бумага, перо, тушь. Метрополитен-музей, Нью-Йорк
Адам и Ева. Мрамор. Музей Барджелло, Флоренция
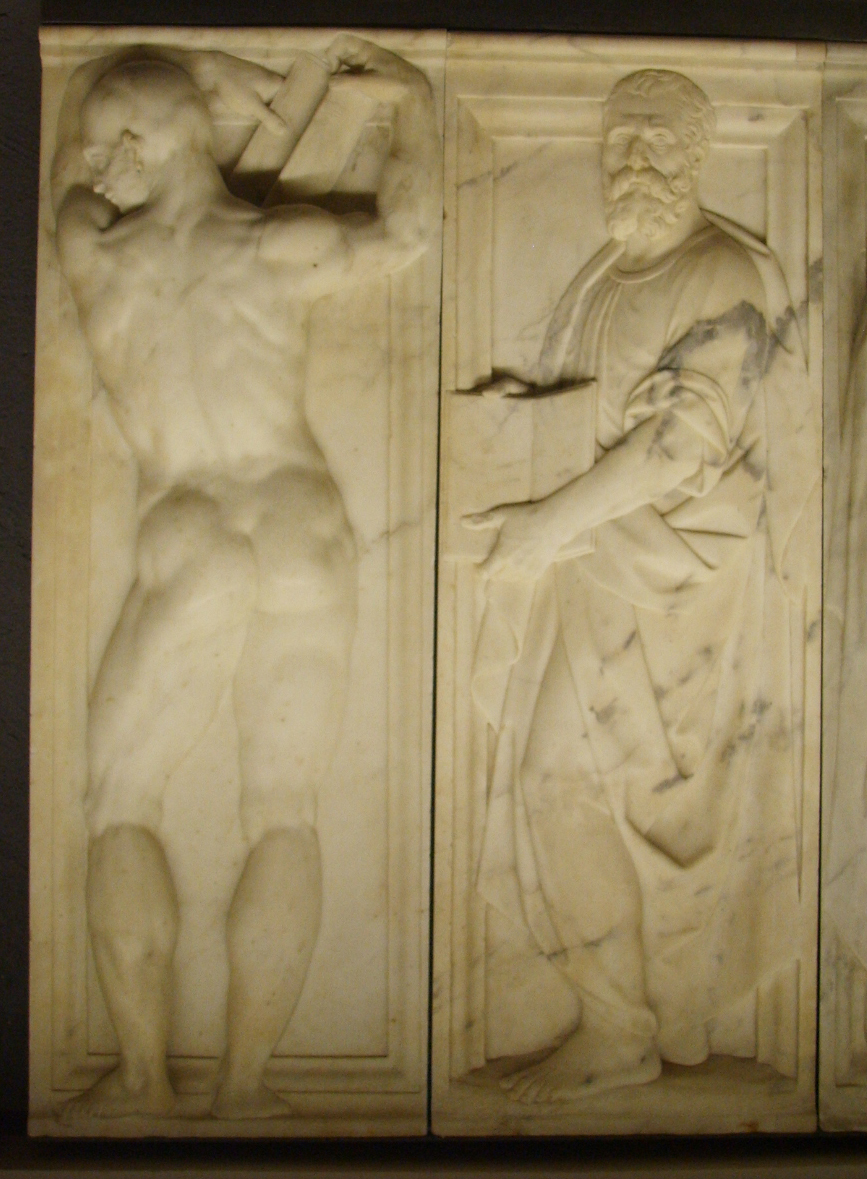
Рельефы хора собора Санта-Мария-дель-Фьоре во Флоренции. Мрамор
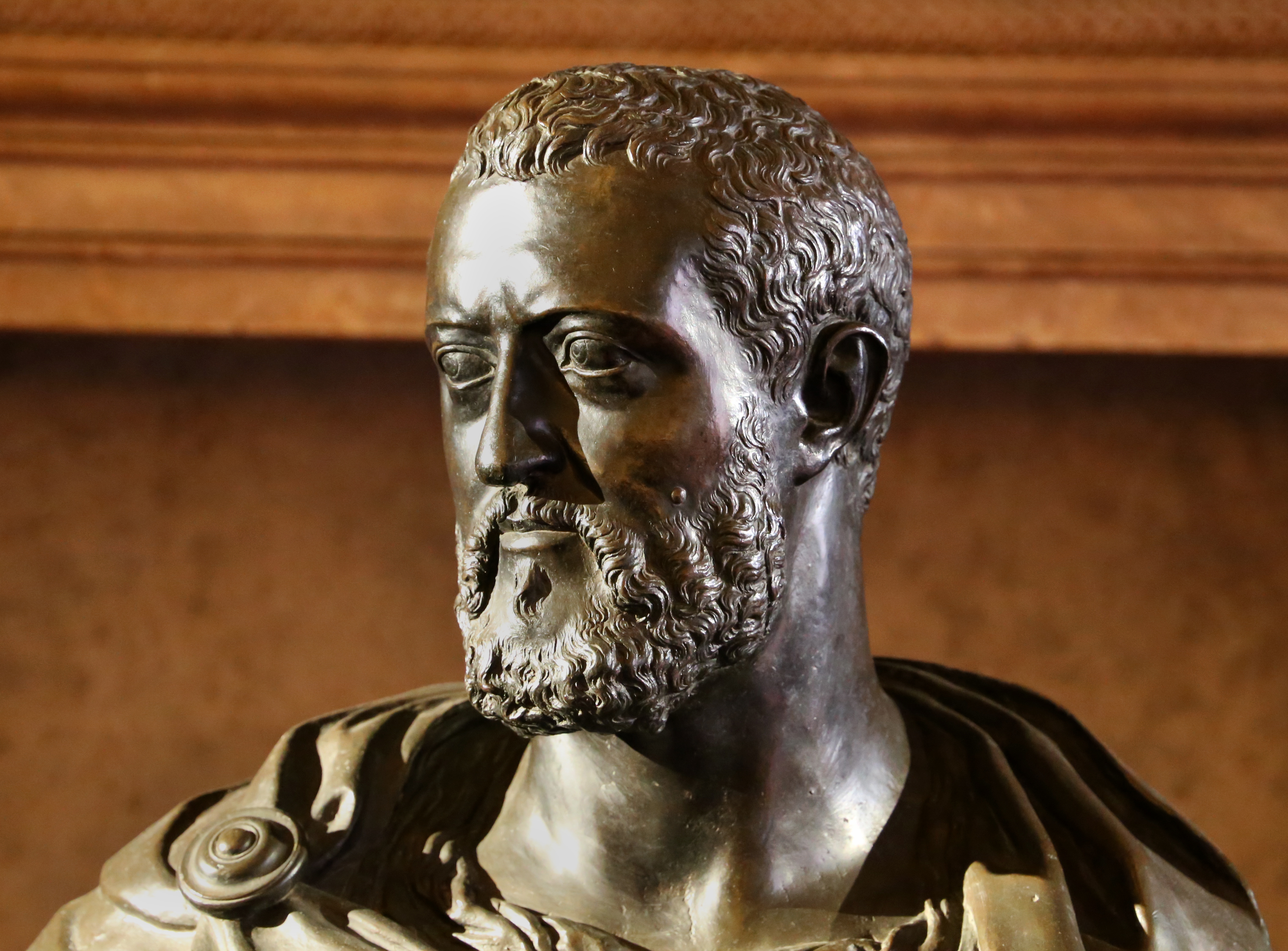
Бюст Козимо I. 1554—1558. Бронза. Палаццо Веккьо, Флоренция
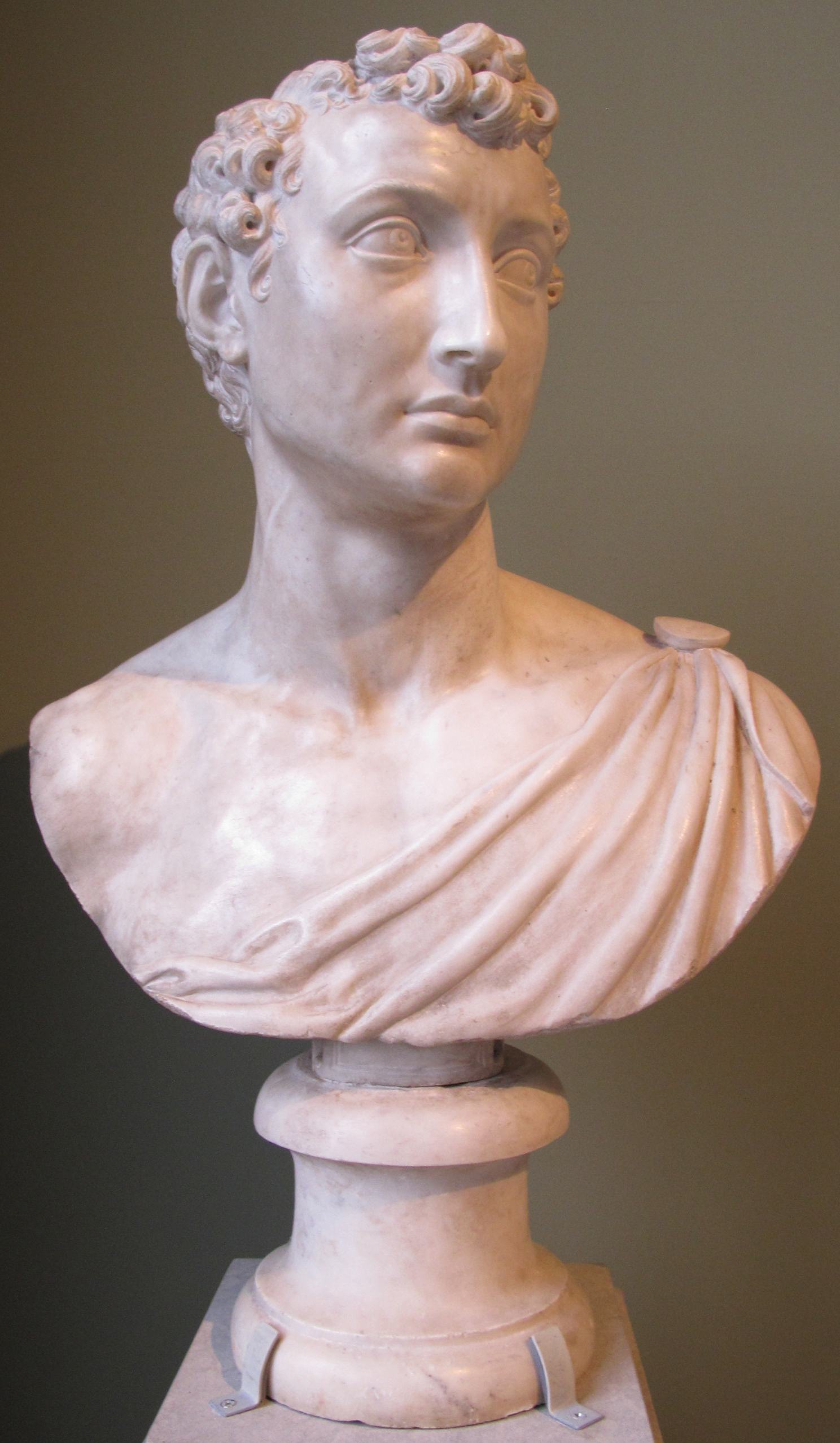
Портрет молодого человека. Ок. 1540. Мрамор. Музей Боде, Берлин
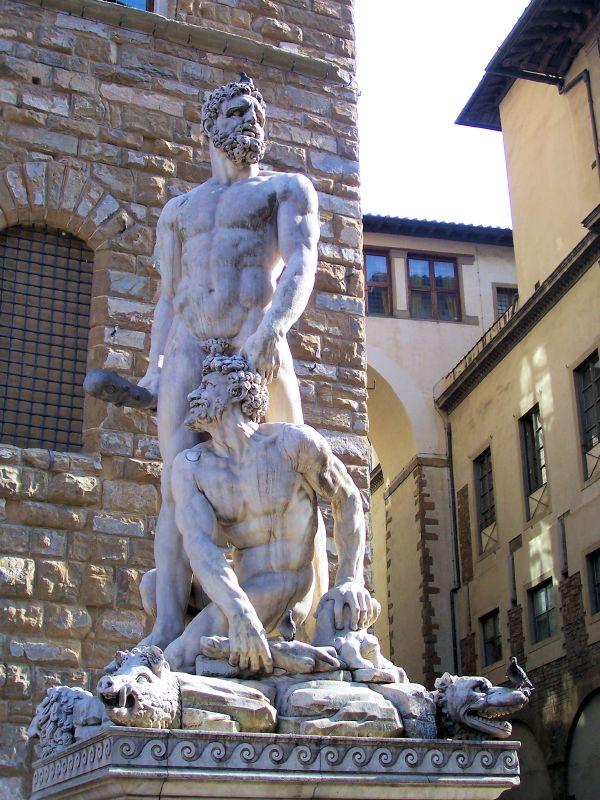
Геркулес и Какус. 1530—1534. Мрамор. Площадь Синьории, Флоренция
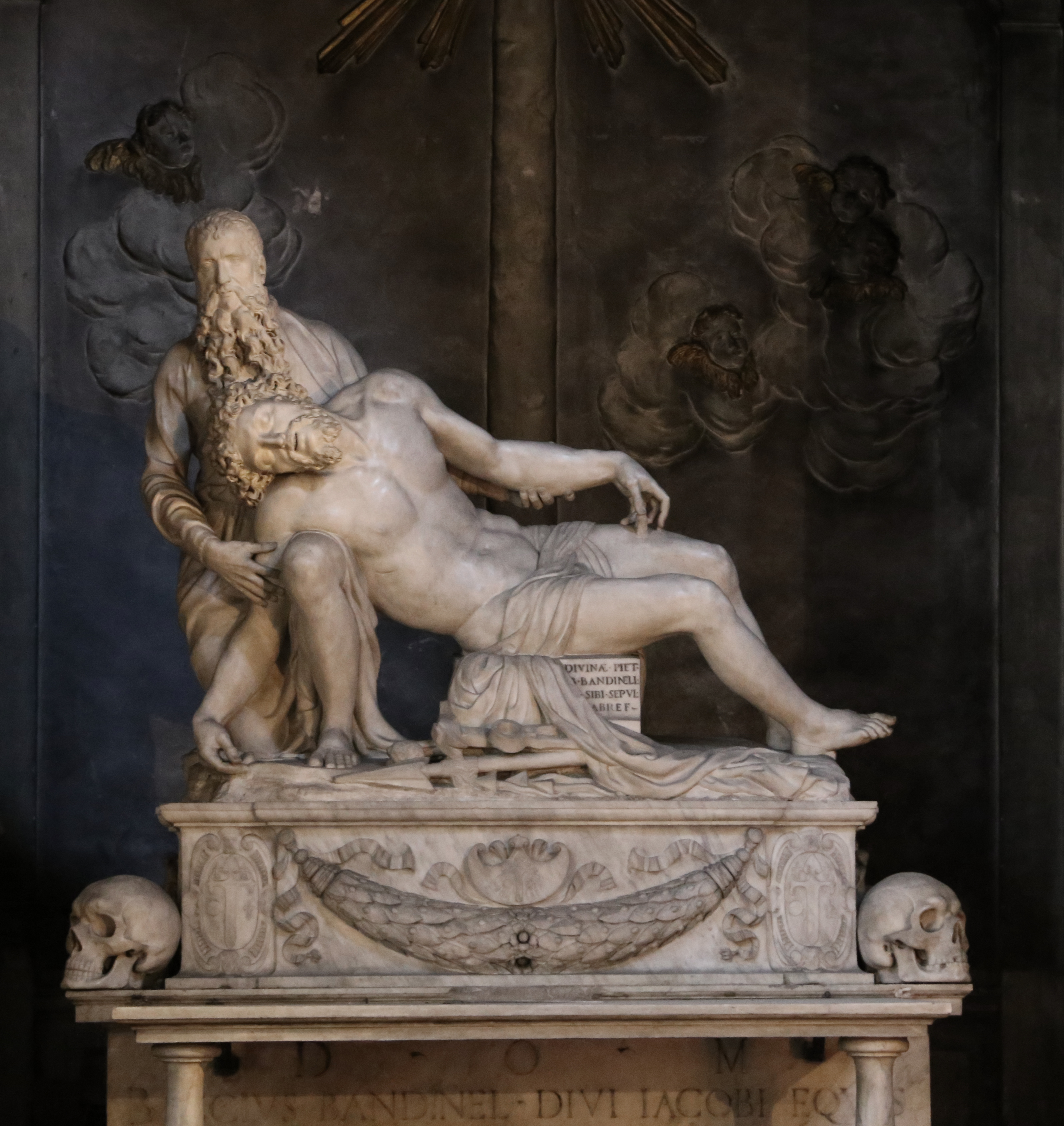
Баччо и Клементе Бандинелли. «Пьета с Никодимом» для гробницы Баччо и его жены Якопы Дони. Мрамор. Церковь Сантиссима Аннунциата, Флоренция
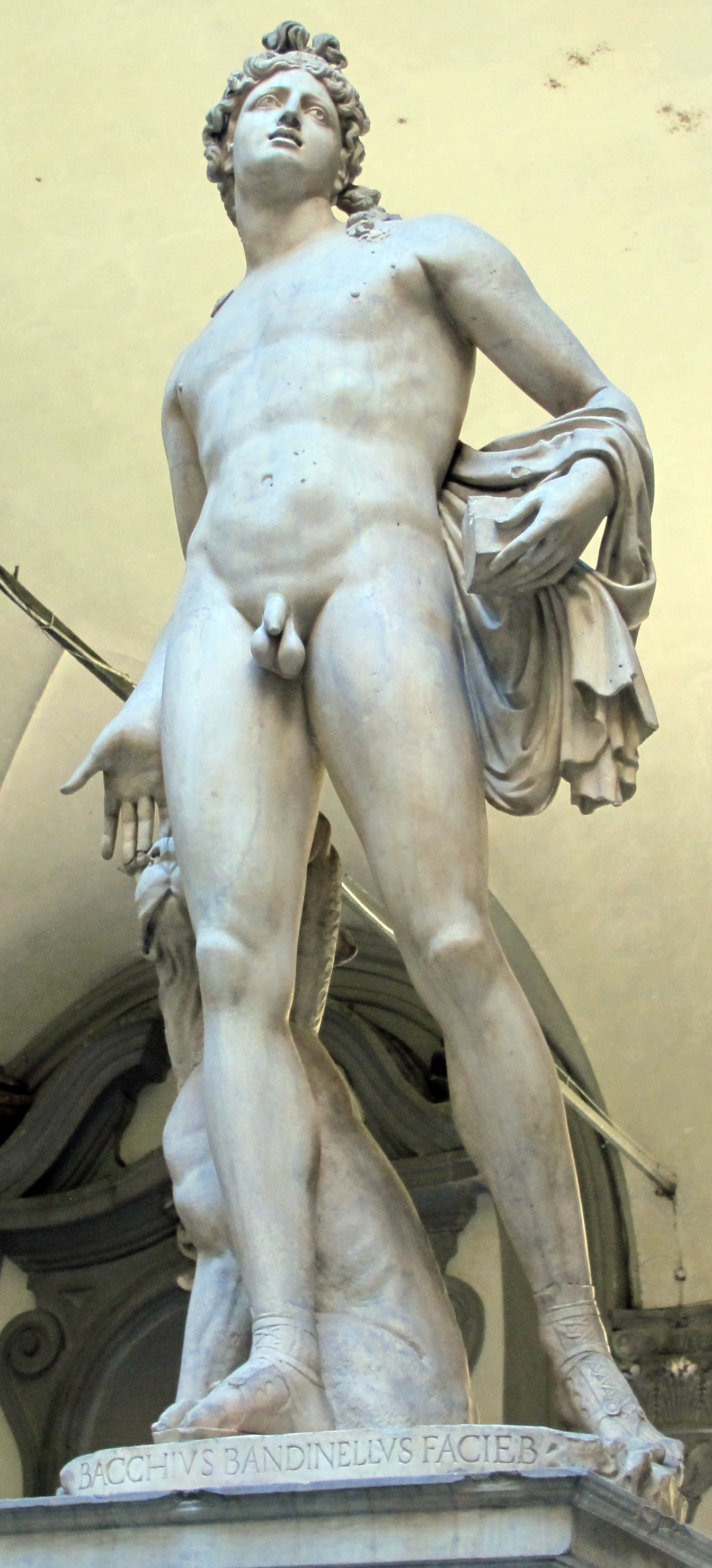
Орфей. Кортиле (дворик) Палаццо Медичи, Флоренция. Мрамор
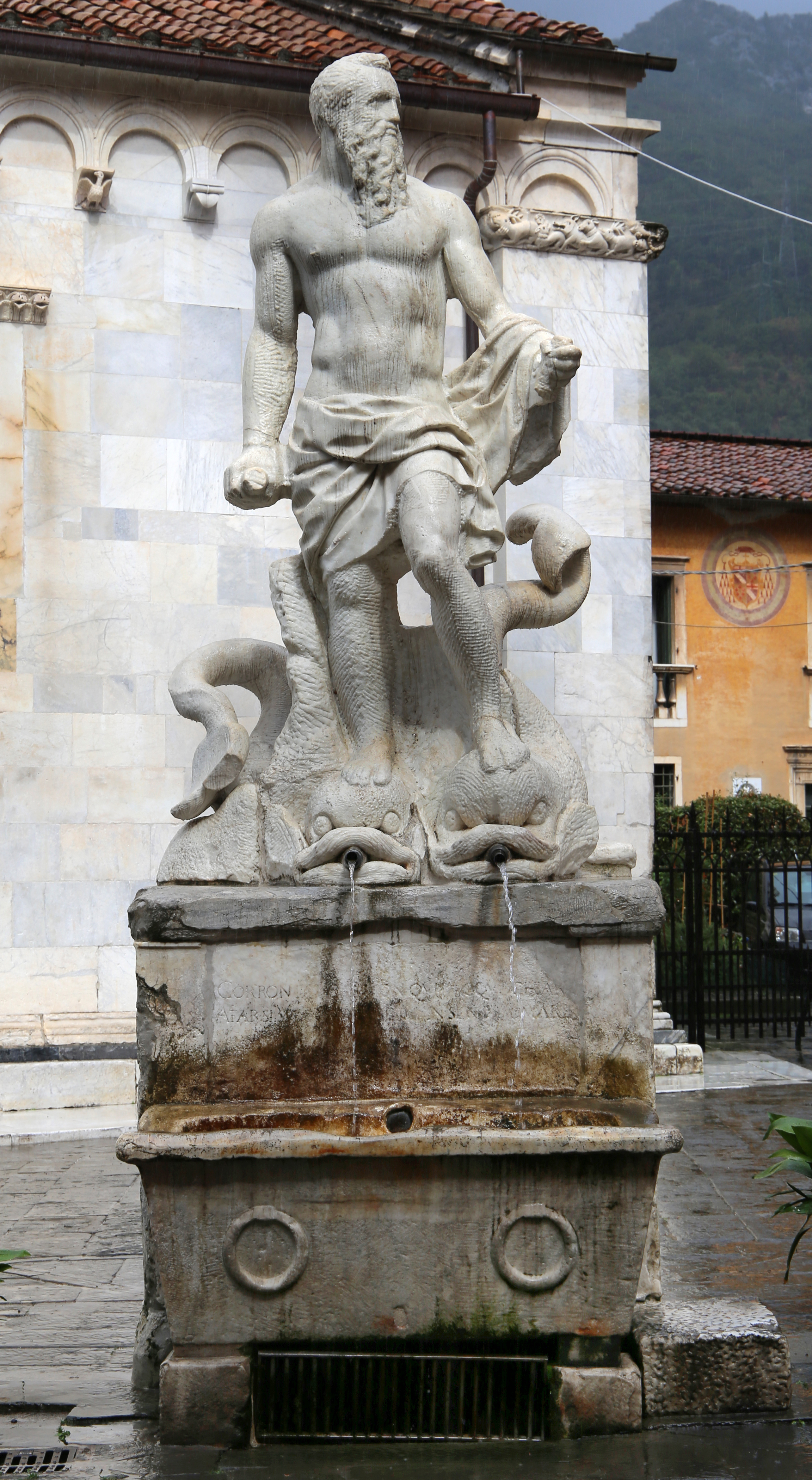
Фонтан Гиганта (Нептуна). Ок. 1530. Мрамор. Каррара